# Партија Алијансе Северне Ирске
Партија Алијансе Северне Ирске (енгл. Alliance Party of Northern Ireland, ир. Páirtí Comhghuaillíochta Thuaisceart Éireann) је центристичка политичка странка у Северној Ирској. Предводи је Наоми Лонг.